# Parlamentswahlen in Italien 2008

Wappen von Italien

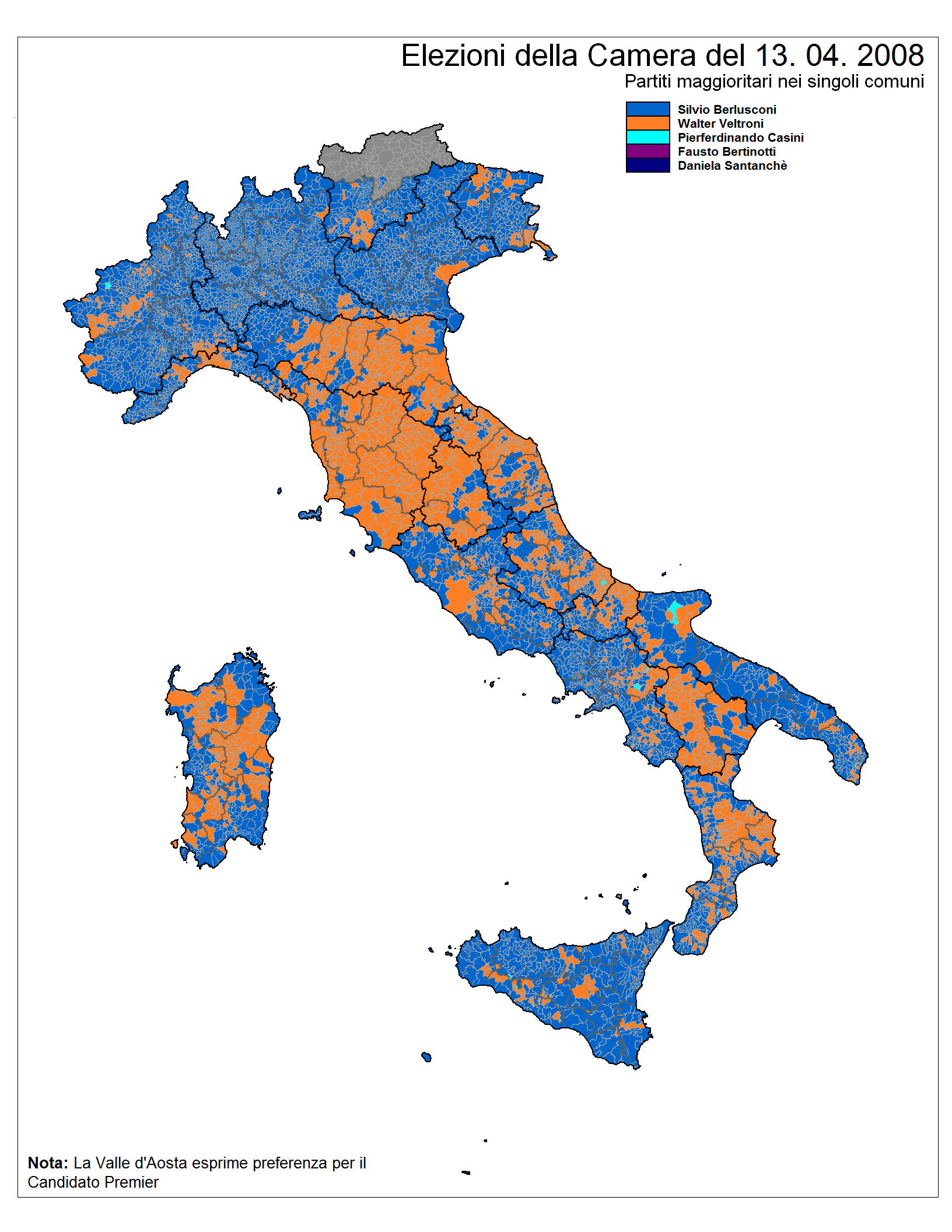
Parlamentswahlen in Italien 2008

Die Wahlen zur 16. Legislaturperiode der beiden Kammern des italienischen Parlaments fanden am 13. und 14. April 2008 statt. Berlusconis Parteienbündnis gewann in beiden Kammern (siehe unten); Berlusconi bildete das Kabinett Berlusconi IV (8. Mai 2008 bis zum 16. November 2011).

## Ausgangssituation
Nach einer verlorenen Vertrauensabstimmung über die Regierung von Romano Prodi im Senat am 24. Januar 2008 und den vergeblichen Bemühungen von Senatspräsident Franco Marini zur Bildung einer Übergangsregierung (30. Januar – 4. Februar 2008) löste Staatspräsident Giorgio Napolitano beide Parlamentskammern am 6. Februar 2008 auf und schrieb vorzeitige Neuwahlen aus. Da sich die beiden politischen Lager nach dem Aus für die zweite Regierung Prodi nicht mehr auf eine Reformierung des vielfach kritisierten Wahlrechts durch ein überparteiliches provisorisches Kabinett verständigen konnten, endete die 15. Legislaturperiode des Parlaments als die bislang kürzeste in der italienischen Nachkriegsgeschichte nach nur knapp zwei Jahren. Aus Gründen der Kostenersparnis wurden zudem die ursprünglich im Frühsommer anstehenden Kommunalwahlen vorgezogen und an zwei von Politikern und Medien als Election day bezeichneten Wahltagen (13./14. April) mit den Parlamentswahlen zusammengelegt.
Die Wahlen zur Abgeordnetenkammer und zum Senat bestritten die beiden politischen Lager nicht mehr als kompakten Lagerwahlkampf wie 2006. Während sie vor zwei Jahren noch in den Blöcken Casa delle Libertà (Mitte-rechts) und L’Unione (Mitte-links) darum bemüht waren, mit möglichst breiten Bündnissen möglichst viele Stimmen zu erhalten, lösten sich diesmal die stärksten Parteien aus ihren jeweiligen Allianzen heraus, um möglichst keine Kompromisse mehr mit den vielen Kleinparteien eingehen zu müssen. Nach der Ankündigung Walter Veltronis, des Spitzenkandidaten der größten Mitte-links-Partei Partito Democratico, sich von seinen linken Bündnispartnern der L'Unione zu trennen und mit einer Einzelliste ins Rennen zu gehen, sah sich auch Silvio Berlusconi zu einem ähnlichen Schritt veranlasst: Aus seiner Forza Italia, der Alleanza Nazionale und einigen Splitterparteien bildete er die Liste Popolo della Libertà (PdL), mit der Option eines späteren Zusammenschlusses zu einer großen Sammlungspartei. Die nur im Norden antretende Lega Nord ging – ohne direkte Beteiligung am PdL – mit diesem ein wahlstrategisches Bündnis (eine Listenverbindung) ein. Kein Übereinkommen konnte Berlusconi dagegen mit der UDC von Pier Ferdinando Casini erzielen, welche mit der Ende Januar von ihr abgespaltenen Rosa Bianca eine gemeinsame Liste der politischen Mitte bildete. Auf Seiten des Mitte-links-Lagers schlossen sich die vier größten Parteien der radikalen Linken in der Sammelliste La Sinistra – L’Arcobaleno unter dem kommunistischen Parlamentspräsidenten Fausto Bertinotti als Spitzenkandidat zusammen, während Veltronis PD zwei kleinere Partner hinzugewinnen konnte: Die Radicali Italiani beteiligten sich mit ihren Kandidaten an der Liste des PD, und mit Antonio Di Pietros IdV konnte ein Bündnis (mini-coalizione) ausgehandelt werden. Einige Kleinparteien wie der PS, La Destra, die UDpC u. a. traten ohne Listen- oder Bündnispartner an und riskierten dadurch, an den Sperrklauseln (4 % zum Abgeordnetenhaus, 8 % zum Senat) zu scheitern.

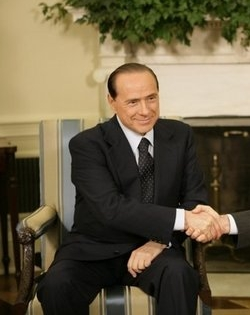
Silvio Berlusconi (PdL)
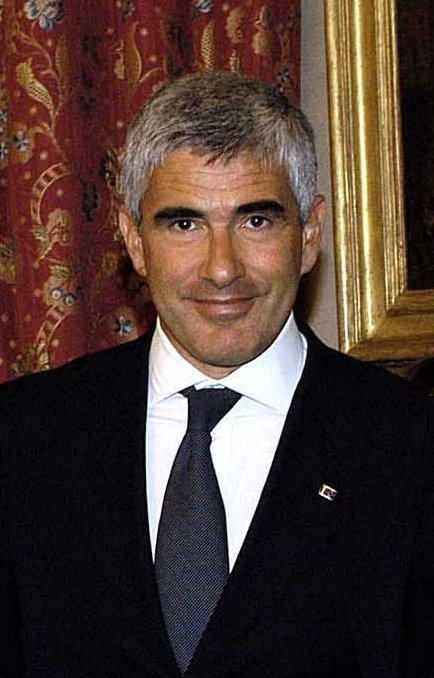
Pier Ferdinando Casini (UDC)
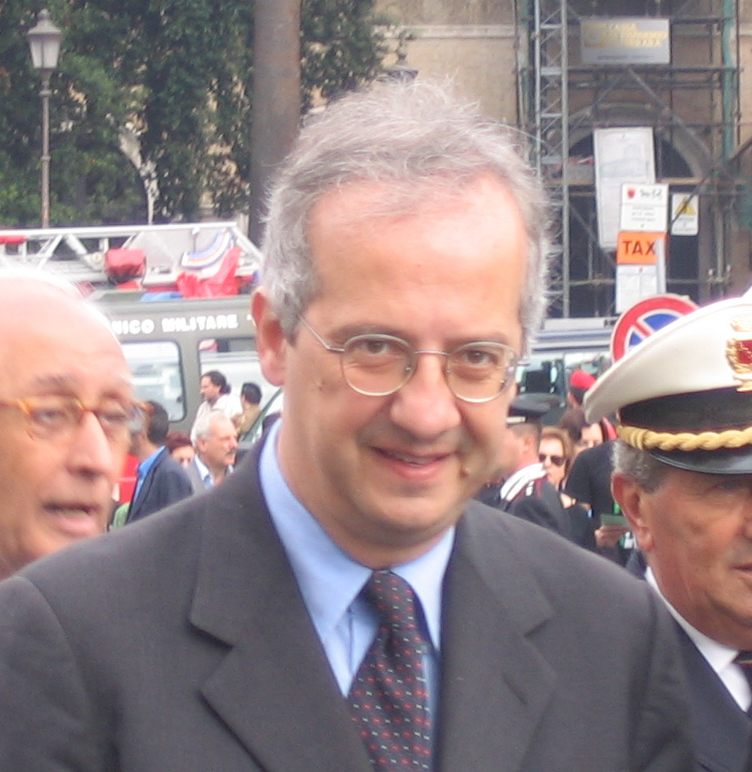
Walter Veltroni (PD)
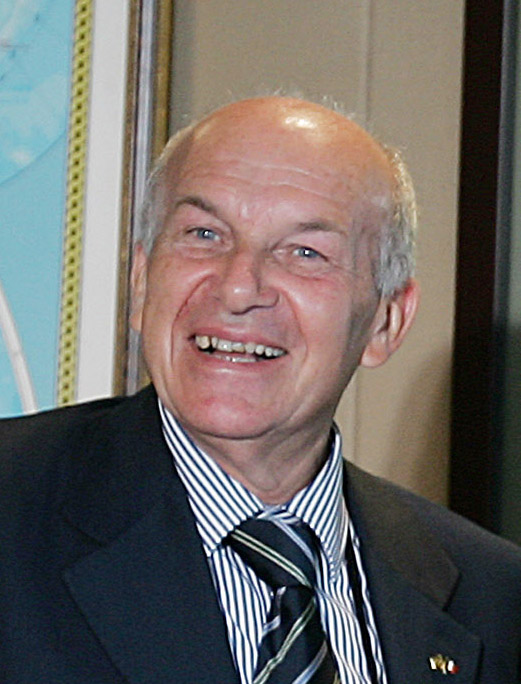
Fausto Bertinotti (PRC)

## Zeitplan
- 6. Februar 2008: Auflösung der Parlamentskammern durch Staatspräsident Napolitano
- 29. Februar – 2. März 2008: Präsentation der Partei- und Bündnissymbole
- 9. – 10. März 2008: Präsentation der Kandidatenlisten
- ab 29. März 2008: Veröffentlichungsverbot von Wählerumfragen
- ab 12. April 2008: Verbot von Wahlkampfveranstaltungen („Silenzio elettorale“)
- 13. – 14. April 2008: Parlamentswahlen
- 29. April 2008: Konstituierende Sitzungen von Abgeordnetenkammer und Senat

## Bündnisse, Listen und Parteien

### Bündnisse (Listenverbindungen)
| Partei / Abkürzung                          | Ausrichtung                                         | Ergebnis 2006 Abgeordnetenkammer / Senat | Vorsitzender / Spitzenkandidat      |
| ------------------------------------------- | --------------------------------------------------- | ---------------------------------------- | ----------------------------------- |
| Liste Partito Democratico                   |                                                     |                                          |                                     |
| Partito Democratico (PD)                    | sozialdemokratisch, christlichsozial, sozialliberal | 31,3 % / 28,5 %                          | Walter Veltroni (Spitzenkandidat)   |
| Radicali Italiani                           | radikal-liberal                                     | 2,6 % / 2,5 %                            | Emma Bonino                         |
| Bündnispartner                              |                                                     |                                          |                                     |
| Italia dei Valori (IdV)                     | liberal, zentristisch                               | 2,3 % / 2,9 %                            | Antonio Di Pietro                   |
|                                             |                                                     |                                          |                                     |
| Liste Popolo della Libertà                  |                                                     |                                          |                                     |
| Forza Italia (FI)                           | liberalkonservativ,                                 | 23,7 % / 24,0 %                          | Silvio Berlusconi (Spitzenkandidat) |
| Alleanza Nazionale (AN)                     | nationalkonservativ                                 | 12,3 % / 12,4 %                          | Gianfranco Fini                     |
| Partito Pensionati                          | Rentnerpartei                                       | 0,9 % / 1,0 %                            | Carlo Fattuzzo                      |
| Democrazia Cristiana per le Autonomie (DCA) | christdemokratisch                                  | 0,7 % / 0,6 %                            | Gianfranco Rotondi                  |
| Nuovo Partito Socialista Italiano (NPSI)    | sozialliberal                                       | 0,7 % / 0,6 %                            | Stefano Caldoro                     |
| Azione Sociale (AS)                         | neofaschistisch, nationalistisch                    | 0,7 % / 0,6 %                            | Alessandra Mussolini                |
| Partito Repubblicano Italiano (PRI)         | liberal                                             | - / 0,1 %                                | Francesco Nucara                    |
| Liberal Democratici (LibDem)                | liberal (Ex-Margherita)                             | - / -                                    | Lamberto Dini                       |
| Bündnispartner                              |                                                     |                                          |                                     |
| Lega Nord (LN)                              | rechtspopulistisch, autonomistisch                  | 4,6 % / 4,5 %                            | Umberto Bossi                       |
| Movimento per l’Autonomia (MpA)             | christdemokratisch, autonomistisch (Sizilien)       | 4,6 % / 4,5 %                            | Raffaele Lombardo                   |

### Listen
| Partei / Abkürzung                             | Ausrichtung                               | Ergebnis 2006 Abgeordnetenkammer / Senat | Vorsitzender / Spitzenkandidat           |
| ---------------------------------------------- | ----------------------------------------- | ---------------------------------------- | ---------------------------------------- |
| Liste Forza Nuova – Movimento Idea Sociale     |                                           |                                          |                                          |
| Forza Nuova (FN)                               | neofaschistisch, nationalistisch          | 0,7 % / 0,6 %                            | Roberto Fiore (Spitzenkandidat)          |
| Movimento Idea Sociale (MIS)                   | neofaschistisch, nationalistisch          | - / 0,008 %                              | Pino Rauti                               |
|                                                |                                           |                                          |                                          |
| Liste La Destra – Fiamma Tricolore             |                                           |                                          |                                          |
| La Destra                                      | konservativ, nationalistisch              | - / -                                    | Daniela Santanchè (Spitzenkandidatin)    |
| Fiamma Tricolore                               | neofaschistisch, nationalistisch          | 0,6 % / 0,6 %                            | Luca Romagnoli                           |
|                                                |                                           |                                          |                                          |
| Liste La Sinistra – L’Arcobaleno               |                                           |                                          |                                          |
| Partito della Rifondazione Comunista (PRC)     | eurokommunistisch                         | 5,8 % / 7,4 %                            | Fausto Bertinotti (Spitzenkandidat)      |
| Sinistra Democratica (SD)                      | sozialistisch, sozialdemokratisch (Ex-DS) | - / -                                    | Fabio Mussi                              |
| Partito dei Comunisti Italiani (PdCI)          | eurokommunistisch (Ex-PRC)                | 2,3 % / 4,2 %                            | Oliviero Diliberto                       |
| Federazione dei Verdi (Verdi)                  | Grüne                                     | 2,1 % / 4,2 %                            | Alfonso Pecoraro Scanio                  |
|                                                |                                           |                                          |                                          |
| Liste Unione di Centro (UdC)                   |                                           |                                          |                                          |
| Unione dei Democratici Cristiani (UDC)         | christdemokratisch                        | 6,8 % / 6,8 %                            | Pier Ferdinando Casini (Spitzenkandidat) |
| Rosa Bianca (Libertà e Solidarietà)            | christdemokratisch (Ex-UDC)               | - / -                                    | Bruno Tabacci                            |
| Partito Socialista Democratico Italiano (PSDI) | sozialdemokratisch, sozialliberal         | - / 0,2 %                                | Mimmo Magistro                           |

### Einzelparteien
| Partei / Abkürzung                                        | Ausrichtung                                     | Ergebnis 2006 Abgeordnetenkammer / Senat | Vorsitzender / Spitzenkandidat                               |
| --------------------------------------------------------- | ----------------------------------------------- | ---------------------------------------- | ------------------------------------------------------------ |
| Associazione per la difesa della Vita (Aborto? No grazie) | konservativ, Abtreibungsgegner                  | - / -                                    | Giuliano Ferrara                                             |
| Die Freiheitlichen (F)                                    | rechtspopulistisch, sezessionistisch (Südtirol) | 0,045 % / 2,59 (regional) %              | Ulli Mair                                                    |
| Lista Grilli Parlanti                                     | Protestpartei                                   | - / -                                    | Renzo Rabellino                                              |
| Il Loto                                                   | pazifistisch, sozialreformerisch                | - / -                                    | Luigi Ferrante                                               |
| Partito Comunista dei Lavoratori (PCL)                    | marxistisch, trotzkistisch (Ex-PRC)             | - / -                                    | Marco Ferrando                                               |
| Partito di Alternativa Comunista (PdAC)                   | marxistisch, trotzkistisch (Ex-PRC)             | - / -                                    | Fabiana Stefanoni                                            |
| Partito Liberale Italiano (PLI)                           | liberal                                         | 0,03 % / 0,05 %                          | Stefano De Luca                                              |
| Partito Socialista (PS)                                   | sozialdemokratisch, sozialistisch               | 2,9 % / 2,9 %                            | Enrico Boselli                                               |
| Per il Bene Comune                                        | progressiv-laizistische Bürgerliste             | - / -                                    | Stefano Montanari                                            |
| Popolari Uniti                                            | christdemokratisch                              | - / -                                    | Antonio Potenza                                              |
| Sinistra Critica                                          | marxistisch, trotzkistisch (Ex-PRC)             | - / -                                    | Flavia D'Angeli                                              |
| Südtiroler Volkspartei (SVP)                              | christdemokratisch, autonomistisch              | 0,5 % / 0,3 %                            | Siegfried Brugger                                            |
| Unione Democratica per i Consumatori (UDpC)               | sozialliberal                                   | - / -                                    | Bruno De Vita                                                |
|                                                           |                                                 |                                          |                                                              |
| Popolari UDEUR (UDEUR)                                    | christdemokratisch                              | 1,4 % / 1,4 %                            | Clemente Mastella (Kandidatur am 6. März 2008 zurückgezogen) |
| Nuovo Partito d'Azione (NPA)                              | liberal-sozialistisch                           | - / -                                    | Pino A. Quartana (Kandidatur zurückgezogen)                  |

## Umfragen
Schon einige Monate vor Prodis Rücktritt lag das Mitte-rechts-Lager um Silvio Berlusconi in der Wählergunst vorn: Nach Aussagen des Meinungsforschungsinstituts IPSO hatte es nach dem Ausbruch der Regierungskrise mit ca. 56 % der Stimmen einen Vorsprung von 10 – 15 % vor Prodis Mitte-links-Koalition (bei 43 – 44 %). Spätere Umfragen von IPR Marketing ließen allerdings eine allmähliche Verringerung des Abstands auf 8 % erkennen (52,5 % Mitte-rechts gegenüber 44,5 % Mitte-links), was in erster Linie mit dem „effetto Veltroni“, der Bereitschaft des populären Walter Veltroni zum Spitzenduell mit Berlusconi, erklärt wurde. Eine am 3. März 2008 veröffentlichte Umfrage desselben Instituts, welche die neusten Listen- und Bündnisbildungen berücksichtigte, kam zu folgendem Ergebnis: PdL-LN-MpA: 43 % (entspricht 38 % + 4,5 % + 0,5 %), PD-IdV: 36 % (entspricht 32 % + 4 %), Sinistra-Arcobaleno: 7,5 %, UdC: 7 %, La Destra: 2,5 %, PS: 1,5 %.
Nach den letzten Umfragen vor dem allgemeinen Veröffentlichungsverbot für Prognosen (ab dem 29. März 2008) ergab sich das folgende Bild: PdL-LN-MpA: 43,3 – 46 %, PD-IdV: 35,5 – 39,1 %, Sinistra-Arcobaleno: 6,0 – 7,8 %, UdC: 5,1 – 7,7 %, La Destra: 2,0 – 4,0 %, PS: 0,7 – 2,3 %, Sonstige: 0,5 – 3,4 %.

## Ergebnisse
Am 13. April 2008 betrug die Wahlbeteiligung bis 22 Uhr nach offiziellen Angaben 62,728 % und ist damit gegenüber 2006 gesunken – damals betrug sie zur selben Zeit 66,643 %. Die Wahllokale schlossen am 14. April um 15 Uhr. Insgesamt betrug die Beteiligung an beiden Tagen bei den Wahlen zur Abgeordnetenkammer 80,456 % und bei den Senatswahlen 80,507 %, was einem Rückgang von ca. 3 % entspricht.
Nach dem vorläufigen Endergebnis hat Berlusconis Wahlbündnis PdL – LN – MpA in beiden Kammern gegenüber Veltronis PD – IdV klar gewonnen, im Senat mit einem Vorsprung von 9,3 % (47,3 % gegenüber 38,0 %) und in der Abgeordnetenkammer mit 9,2 % Vorsprung (46,8 % gegenüber 37,6 %). Verloren hat demnach vor allem Bertinottis La Sinistra – L'Arcobaleno, die mit nur 3,1 / 3,2 % den Wiedereinzug in beide Kammern verfehlt, während die christdemokratische UdC mit 5,6 / 5,7 % den Einzug in die Abgeordnetenkammer sowie in Sizilien auch in den Senat (mit dort 8,7 %) schafft. Überraschend stark hinzugewonnen hat insbesondere Berlusconis Bündnispartner in den norditalienischen Regionen, die Lega Nord, die auf landesweit 8,3 / 8,1 % der Stimmen kam und ihr Ergebnis somit fast verdoppeln konnte (2006: 4,6 / 4,5 %).
Walter Veltroni hat Berlusconi telefonisch zu seinem Wahlsieg gratuliert und die eigene Niederlage öffentlich eingeräumt.
Aufgrund der laufenden Ermittlungen der Staatsanwaltschaften in Reggio Calabria und Rom wegen des Verdachts der Wahlfälschung an 50.000 Stimmzetteln von in Südamerika lebenden Italienern verzögert sich die Auszählung der Stimmen der Auslandsitaliener und damit auch die Bekanntgabe des amtlichen Endergebnisses. In den Wahlbetrugsskandal sollen der Forza Italia-Senator Marcello Dell’Utri und ein Clan der kalabrischen ’Ndrangheta verwickelt sein.

### Abgeordnetenkammer
- Centrosinistra: 248
- Sonst.: 2
- UDC: 36
- Centrodestra: 344

- IdV: 28
- PD: 217
- SVP: 2
- Sonst.: 3
- UDC: 36
- MpA: 8
- PdL: 276
- LN: 60

#### Inland
| Spitzenkandidaten         | Spitzenkandidaten     | Listen                                       | Stimmen    | %    | Mandate |
| ------------------------- | --------------------- | -------------------------------------------- | ---------- | ---- | ------- |
|                           | Silvio Berlusconi     | Il Popolo della Libertà                      | 13.629.464 | 37,4 | 272     |
| Lega Nord                 | Silvio Berlusconi     | 3.024.543                                    | 8,3        | 60   |         |
| Movimento per l’Autonomia | Silvio Berlusconi     | 410.499                                      | 1,1        | 8    |         |
| ↳ Gesamt                  | Silvio Berlusconi     | 17.064.506                                   | 46,8       | 340  |         |
|                           | Walter Veltroni       | Partito Democratico                          | 12.095.306 | 33,2 | 211     |
| Italia dei Valori         | Walter Veltroni       | 1.594.024                                    | 4,4        | 28   |         |
| ↳ Gesamt                  | Walter Veltroni       | 13.689.330                                   | 37,5       | 239  |         |
|                           | Pierferdinando Casini | Unione di Centro                             | 2.050.229  | 5,6  | 36      |
|                           | Fausto Bertinotti     | La Sinistra l’Arcobaleno                     | 1.124.298  | 3,1  | –       |
|                           | Daniela Santanchè     | La Destra – Fiamma Tricolore                 | 884.961    | 2,4  | –       |
|                           | Enrico Boselli        | Partito Socialista                           | 355.495    | 1,0  | –       |
|                           | Marco Ferrando        | Partito Comunista dei Lavoratori             | 208.296    | 0,6  | –       |
|                           | Flavia D’Angeli       | Sinistra Critica                             | 168.916    | 0,5  | –       |
|                           | Siegfried Brugger     | Südtiroler Volkspartei                       | 147.718    | 0,4  | 2       |
|                           | Giuliano Ferrara      | Associazione per la Difesa della Vita        | 135.535    | 0,4  | –       |
|                           | Stefano Montanari     | Per il Bene Comune                           | 119.569    | 0,3  | –       |
|                           | Roberto Fiore         | Forza Nuova                                  | 109.699    | 0,3  | –       |
|                           | Stefano De Luca       | Partito Liberale Italiano                    | 104.053    | 0,3  | –       |
|                           | Bruno De Vita         | Unione Democratica per i Consumatori         | 91.106     | 0,2  | –       |
|                           | Renzo Rabellino       | Lista dei Grilli Parlanti (No Euro – Sonst.) | 66.835     | 0,2  | –       |
|                           | Giorgio Vido          | Liga Veneta Repubblica                       | 31.353     | 0,1  | –       |
|                           | Pius Leitner          | Die Freiheitlichen                           | 28.340     | 0,1  | –       |
|                           | Sergio Riboldi        | Movimento Europeo Diversamente Abili         | 16.483     | 0,0  | –       |
|                           | Giacomo Sanna         | Partito Sardo d’Azione                       | 14.860     | 0,0  | –       |
|                           | Eva Rossi             | Lega per l’Autonomia – Alleanza Lombarda     | 13.992     | 0,0  | –       |
|                           | Andreas Pöder         | Union für Südtirol                           | 12.981     | 0,0  | –       |
|                           | Custianu Cumpostu     | Sardigna Natzione                            | 7.176      | 0,0  | –       |
|                           | Gianfranco Vestuto    | Lega Sud                                     | 4.399      | 0,0  | –       |
|                           | Carlo Covi            | L’Intesa Veneta                              | 2.388      | 0,0  | –       |
|                           | Fabiana Stefanoni     | Partito di Alternativa Comunista             | 1.993      | 0,0  | –       |
|                           | Luigi Ferrante        | Il Loto                                      | 1.797      | 0,0  | –       |
|                           | Antonio Piarulli      | Movimento Politico Pensiero e Azione         | 946        | 0,0  | –       |
| Gesamt                    | Gesamt                | Gesamt                                       | 36.457.254 | 100  | 617     |
|                           |                       |                                              |            |      |         |
| Ungültige Stimmen         | Ungültige Stimmen     | Ungültige Stimmen                            | 1.417.315  | 3,7  |         |
| Wähler                    | Wähler                | Wähler                                       | 37.874.569 | 80,5 |         |
| Wahlberechtigte           | Wahlberechtigte       | Wahlberechtigte                              | 47.041.814 |      |         |
|                           |                       |                                              |            |      |         |
| Quelle: Innenministerium  |                       |                                              |            |      |         |

### Senat

#### Inland
| Spitzenkandidaten         | Spitzenkandidaten     | Listen                                       | Stimmen    | %    | Mandate |
| ------------------------- | --------------------- | -------------------------------------------- | ---------- | ---- | ------- |
|                           | Silvio Berlusconi     | Il Popolo della Libertà                      | 12.511.258 | 38,2 | 141     |
| Lega Nord                 | Silvio Berlusconi     | 2.642.280                                    | 8,1        | 25   |         |
| Movimento per l’Autonomia | Silvio Berlusconi     | 355.361                                      | 1,1        | 2    |         |
| ↳ Gesamt                  | Silvio Berlusconi     | 15.508.899                                   | 47,3       | 168  |         |
|                           | Walter Veltroni       | Partito Democratico                          | 11.042.452 | 33,7 | 116     |
| Italia dei Valori         | Walter Veltroni       | 1.414.730                                    | 4,3        | 14   |         |
| ↳ Gesamt                  | Walter Veltroni       | 12.457.182                                   | 38,0       | 130  |         |
|                           | Pierferdinando Casini | Unione di Centro                             | 1.866.356  | 5,7  | 3       |
|                           | Fausto Bertinotti     | La Sinistra l’Arcobaleno                     | 1.053.228  | 3,2  | –       |
|                           | Daniela Santanchè     | La Destra – Fiamma Tricolore                 | 686.926    | 2,1  | –       |
|                           | Enrico Boselli        | Partito Socialista                           | 284.837    | 0,9  | –       |
|                           | Marco Ferrando        | Partito Comunista dei Lavoratori             | 180.442    | 0,6  | –       |
|                           | Flavia D’Angeli       | Sinistra Critica                             | 136.679    | 0,4  | –       |
|                           | Stefano Montanari     | Per il Bene Comune                           | 105.827    | 0,3  | –       |
|                           | Stefano De Luca       | Partito Liberale Italiano                    | 100.759    | 0,3  | –       |
|                           | Roberto Fiore         | Forza Nuova                                  | 85.564     | 0,3  | –       |
|                           | Bruno De Vita         | Unione Democratica per i Consumatori         | 78.139     | 0,2  | –       |
|                           | Renzo Rabellino       | Lista dei Grilli Parlanti (No Euro – Sonst.) | 49.535     | 0,2  | –       |
|                           | Giorgio Vido          | Liga Veneta Repubblica                       | 47.647     | 0,1  | –       |
|                           | Eva Rossi             | Lega per l’Autonomia – Alleanza Lombarda     | 45.623     | 0,1  | –       |
|                           | Sergio Riboldi        | Movimento Europeo Diversamente Abili         | 19.899     | 0,1  | –       |
|                           | Giacomo Sanna         | Partito Sardo d’Azione                       | 15.280     | 0,0  | –       |
|                           | Antonio Potenza       | Popolari Uniti                               | 12.389     | 0,0  | –       |
|                           | Domenico Savio        | Partito Comunista Marxista-Leninista         | 8.094      | 0,0  | –       |
|                           | Gianfranco Vestuto    | Lega Sud                                     | 7.109      | 0,0  | –       |
|                           | Custianu Cumpostu     | Sardigna Natzione                            | 6.972      | 0,0  | –       |
|                           | Giorgio Galli         | Fronte Indipendentista Lombardia             | 5.234      | 0,0  | –       |
|                           | Carlo Covi            | L’Intesa Veneta                              | 4.600      | 0,0  | –       |
|                           | Antonio Ciano         | Partito del Sud                              | 3.727      | 0,0  | –       |
|                           | Giuseppe Quaranta     | Sud Libero                                   | 1.795      | 0,0  | –       |
|                           | Antonio Piarulli      | Movimento Politico Pensiero e Azione         | 1.597      | 0,0  | –       |
| Gesamt                    | Gesamt                | Gesamt                                       | 32.774.339 | 100  | 301     |
|                           |                       |                                              |            |      |         |
| Ungültige Stimmen         | Ungültige Stimmen     | Ungültige Stimmen                            | 1.284.067  | 3,8  |         |
| Wähler                    | Wähler                | Wähler                                       | 34.058.406 | 80,4 |         |
| Wahlberechtigte           | Wahlberechtigte       | Wahlberechtigte                              | 42.358.775 |      |         |
|                           |                       |                                              |            |      |         |
| Quelle: Innenministerium  |                       |                                              |            |      |         |

## Zusammenfassung der Mandate
| Partei | Partei                                    | Abgeordnetenkammer | Abgeordnetenkammer | Abgeordnetenkammer | Abgeordnetenkammer | Senat  | Senat    | Senat              | Senat   | Senat     |
| Partei | Partei                                    | Inland             | Aostatal           | Ausland            | Insgesamt          | Inland | Aostatal | Trentino- Südtirol | Ausland | Insgesamt |
| ------ | ----------------------------------------- | ------------------ | ------------------ | ------------------ | ------------------ | ------ | -------- | ------------------ | ------- | --------- |
|        | Il Popolo della Libertà                   | 272                | –                  | 4                  | 276                | 141    | –        | 3 a                | 3       | 147       |
|        | Lega Nord                                 | 60                 | –                  | –                  | 60                 | 25     | –        | – a                | –       | 25        |
|        | Movimento per l’Autonomia                 | 8                  | –                  | –                  | 8                  | 2      | –        | –                  | –       | 2         |
| Gesamt | Gesamt                                    | 340                | –                  | 4                  | 344                | 168    | –        | 3                  | 3       | 174       |
|        | Partito Democratico                       | 211                | –                  | 6                  | 217                | 116    | –        | –                  | 2       | 118       |
|        | Italia dei Valori                         | 28                 | –                  | 1                  | 29                 | 14     | –        | –                  | –       | 14        |
| Gesamt | Gesamt                                    | 239                | –                  | 7                  | 246                | 130    | –        | –                  | 2       | 132       |
|        | Unione di Centro                          | 36                 | –                  | –                  | 36                 | 3      | –        | –                  | –       | 3         |
|        | Südtiroler Volkspartei                    | 2                  | –                  | –                  | 2                  | –      | –        | 2                  | –       | 2         |
|        | SVP – Insieme per le Autonomie            | –                  | –                  | –                  | –                  | –      | –        | 2 b                | –       | 2         |
|        | Autonomie Liberté Démocratie              | –                  | 1                  | –                  | 1                  | –      | –        | –                  | –       | –         |
|        | Vallée d’Aoste (UV)                       | –                  | –                  | –                  | –                  | –      | 1        | –                  | –       | 1         |
|        | Movimento Associativo Italiani all’Estero | –                  | –                  | 1                  | 1                  | –      | –        | –                  | 1       | 1         |
| Gesamt | Gesamt                                    | 617                | 1                  | 12                 | 630                | 301    | 1        | 7                  | 6       | 315       |

## Wahlbetrug von Deutschland aus
Der Senator Nicola Di Girolamo hat in Deutschland zahlreiche leere Stimmzettel kaufen lassen. Dabei arbeitete er mit der kalabrischen ’Ndrangheta zusammen, welche in Frankfurt a. M. und in Stuttgart diesen Wahlbetrug durchführten. Girolamo soll dabei mit dem Boss Franco Pugliese zusammengearbeitet haben. Es wird vermutet, dass Mario Lavorato die Leute organisiert hat, um bei diesem Betrug zu helfen, jedoch wurde Lavorato nicht namentlich genannt, sondern nur durch sein Kontakte und Eigenschaften angedeutet.